# Kattloppa
Kattloppa (Ctenocephalides felis) är en loppart som först beskrevs av Peter Friedrich Bouché 1835.
Ctenocephalides felis ingår i släktet Ctenocephalides och familjen husloppor.

## Underarter
Arten delas in i följande underarter:
- C. f. felis
- C. f. damarensis
- C. f. strongylus

## Bildgalleri

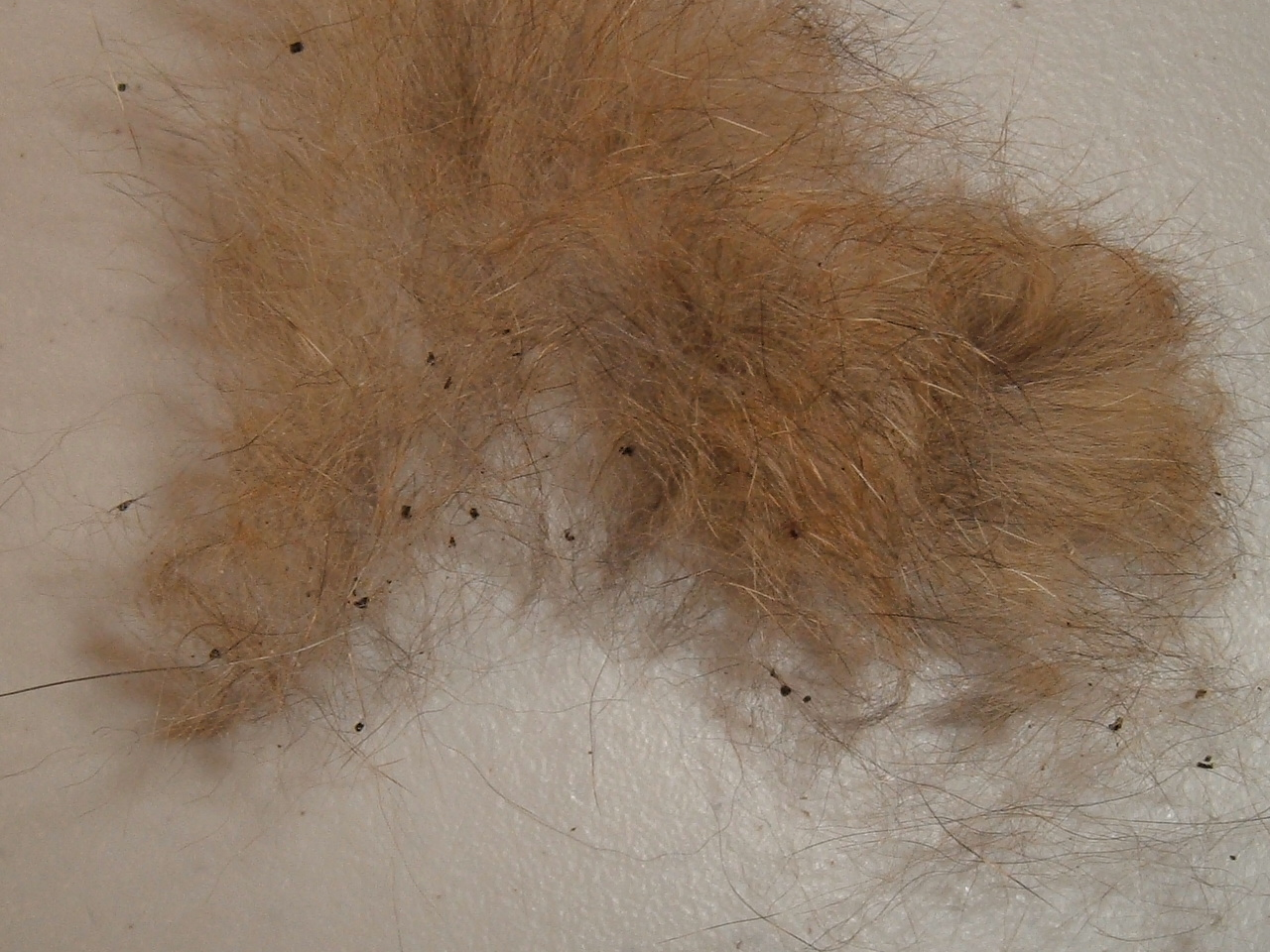
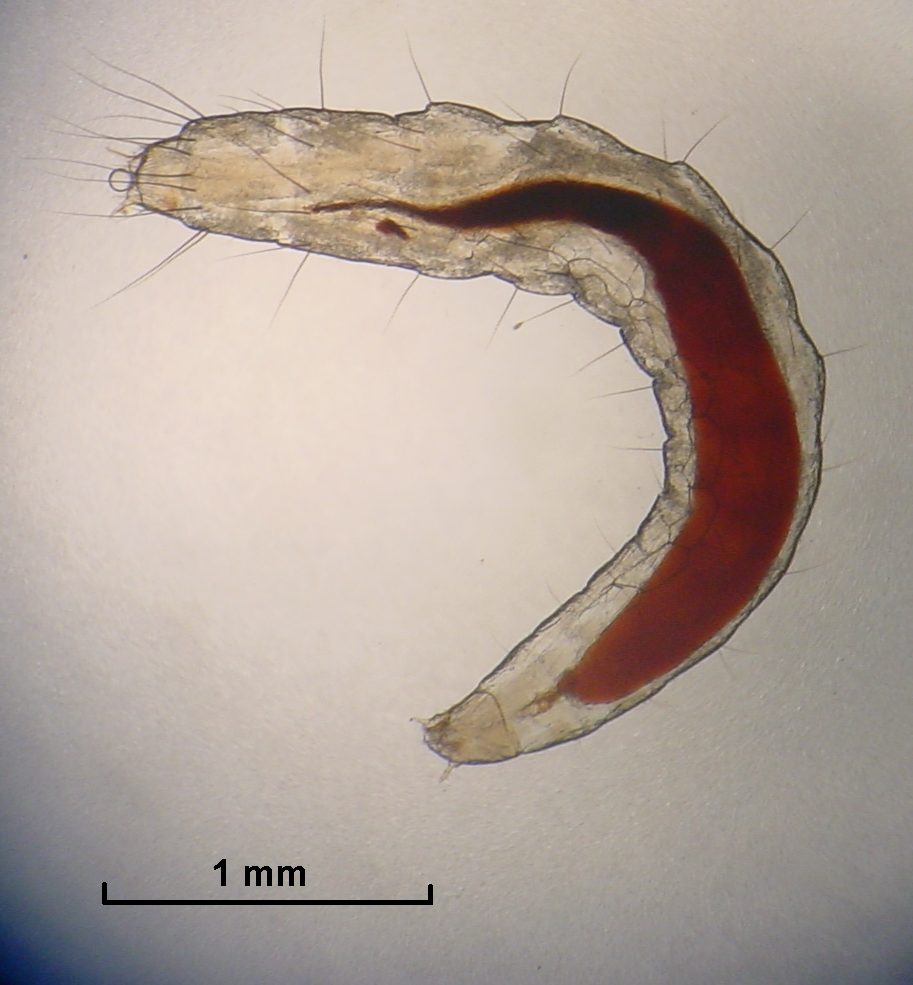
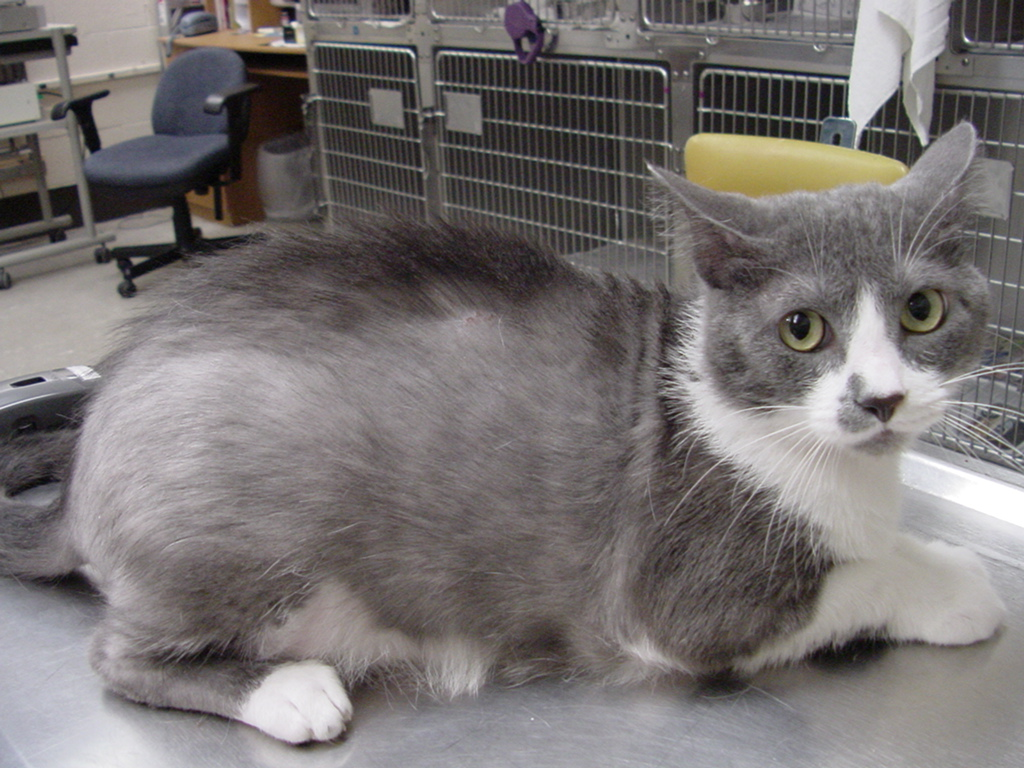
Vanlig värd för loppan
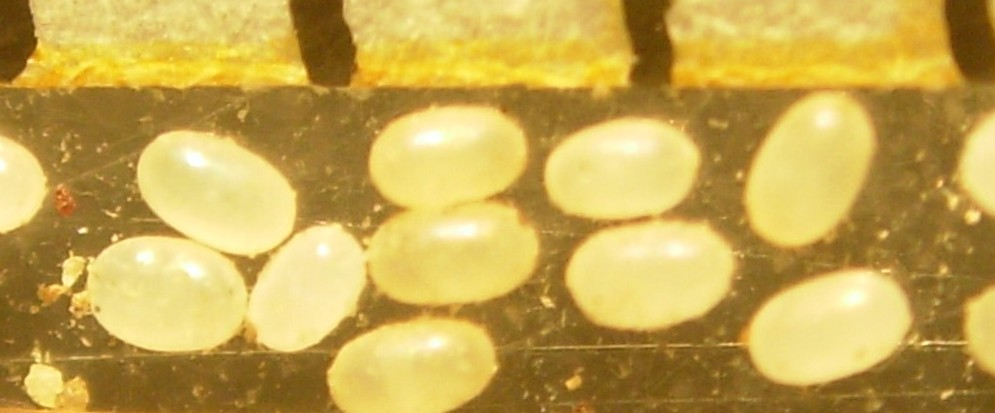
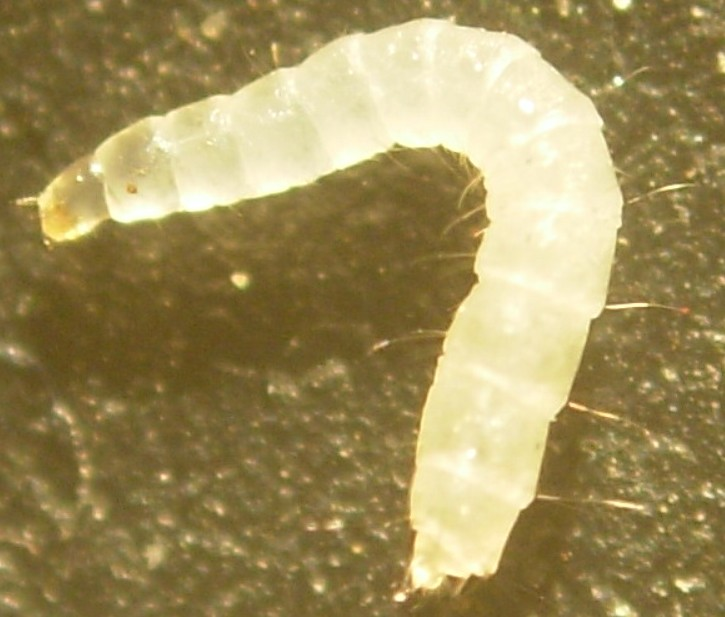
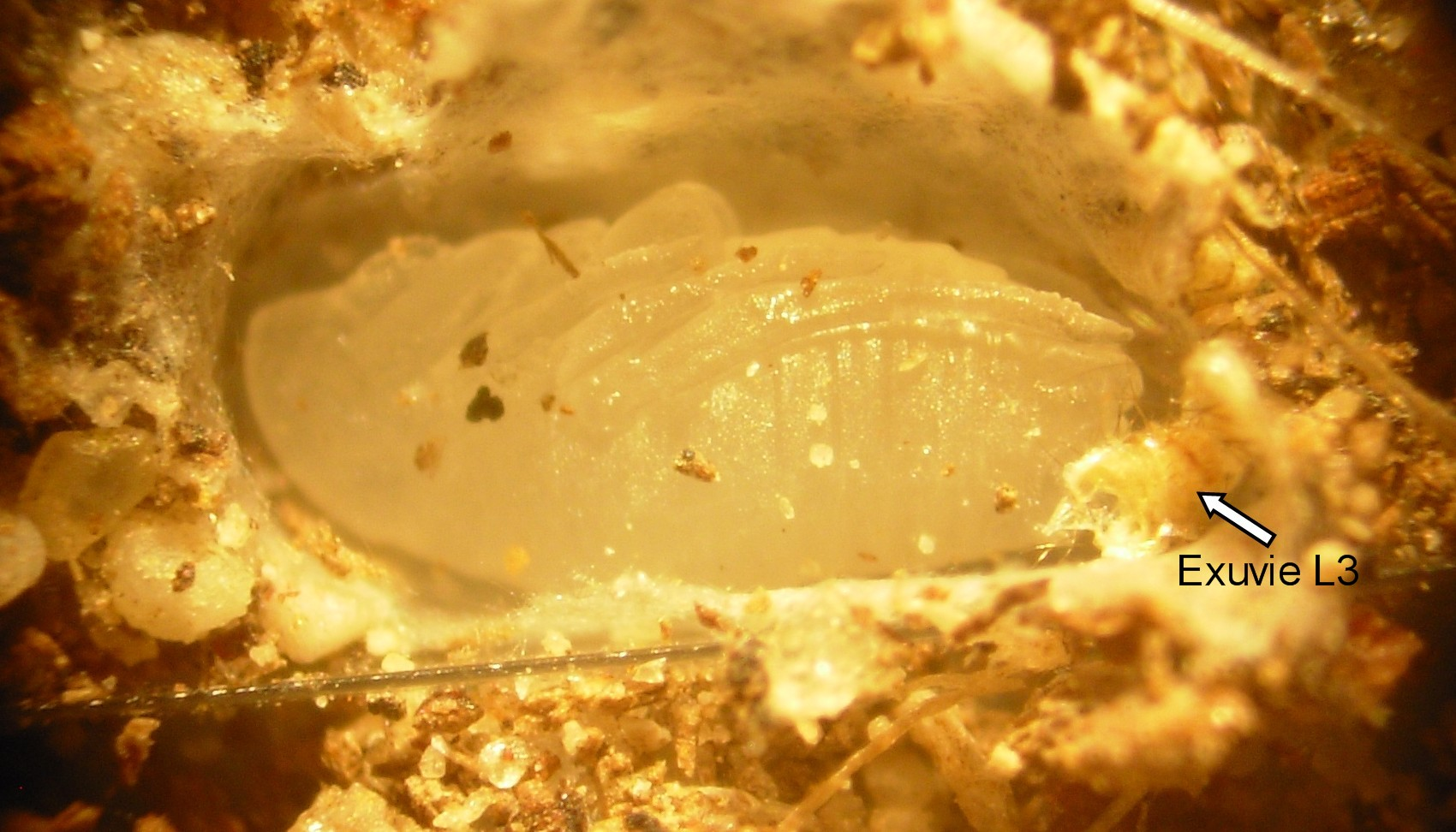